# Daniel Dae Kim
Daniel Dae Kim (ur. 4 sierpnia 1968 w Pusan) – amerykański aktor pochodzenia koreańskiego. Występował m.in. w serialu telewizyjnym Zagubieni.

## Życiorys
Ukończył aktorstwo na nowojorskim uniwersytecie.
Przez kilka lat grał w serialu Zagubieni Jina, mężczyznę, który mówi tylko po koreańsku, w związku z czym aktor musiał uczyć się ponownie swego rodzinnego języka.
Prócz gry w filmach i serialach podkładał też głos licznych grach, m.in. w serii Saints Row, gdzie grał Johnny’ego Gata.
W 2017 r. Daniel Dae Kim ogłosił odejście z serialu Hawaii Five-0 po 7 serii, z powodu braku porozumienia ws. honorarium, które w jego wypadku i w wypadku Grace Park było o kilkanaście procent niższe, niż białych aktorów.

## Filmografia
- 1991: Amerykanin z Shaolin jako Gao
- 1994: Prawo i porządek jako Harry Watanabe (odcinek Golden Years)
- 1997: Miłość jak narkotyk jako asystent
- 1997: Szakal jako Akashi
- 1997: Beverly Hills, 90210 jako dr Sturla (gościnnie, dwa odcinki)
- 1997: Nowojorscy gliniarze jako Simon Lee (odcinek It Takes a Village)
- 1998: Brave New World jako James Ingram
- 1998: No Salida jako Hu-jan
- 1998: Kameleon jako Le Xuan Duc (odcinek Collateral Damage)
- 1998: Ally McBeal jako policjant (odcinek The Inmates)
- 1998: Kroniki Seinfelda jako student (odcinek The Burning)
- 1999: Crusade jako John Matheson (13 odcinków)
- 1999: Gra o miłość jako lekarz pogotowia
- 2000: Napisała: Morderstwo. Śmierć pisarza jako Everett Jang
- 2000: Star Trek: Voyager jako Gotana-Retz (odcinek Blink of an Eye)
- 2001: Looking for Bobby D jako Timmy
- 2001: Czarodziejki jako Yenlo (odcinek 4x04 Enter the Demon)
- 2001: Once and Again jako współpracownik (odcinek Won't Someone Please Help George Bailey Tonight)
- 2001–2003: Anioł ciemności jako Gavin Park (gościnnie; 12 odcinków)
- 2002: Dzień jak dzień jako pan Chung (odcinek Call Him Macaroni)
- 2003: Projekt „Momentum” jako agent Frears
- 2003: Życie ulicy (Street Time) jako Vo Nguyen (odcinek Born to Kill)
- 2003: Jedź lub znikaj jako Miyako
- 2003: Od kołyski aż po grób jako ekspert
- 2003: Hulk jako Aide
- 2003: Sin jako Lakorn
- 2003: Mów mi swatka jako Clifford Kim (gościnnie, 4 odcinki)
- 2003–2004: 24 godziny jako agent Tom Baker (gościnnie; 11 odcinków)
- 2003–2004: Star Trek: Enterprise jako kapral Chang (gościnnie, 3 odcinki)
- 2003–2004: Ostry dyżur jako Ken Sung (gościnnie, 4 odcinki)
- 2004: Spider-Man 2 jako Raymond
- 2004: Miasto gniewu jako Park
- 2004: Bez śladu jako Mark Hiroshi (odcinek Exposure)
- 2004: The Shield: Świat glin jako Thomas Choi (odcinek Riceburner)
- 2004–2010: Zagubieni[2] jako Jin-Soon Kwon
- 2005: Jaskinia jako Alex Kim
- 2008: Wiadomości bez cenzury jako Ivy Leaguer
- 2010–2017: Hawaii Five-0[2] jako Chin Ho Kelly
- 2011: Arena jako Taiga
- 2012-2014: Legenda Korry jako Hiroshi Sato (dubbing; 6 odcinków)
- 2015: Zbuntowana jako Jack Kang
- 2015: Ktown Cowboys jako David
- 2016: Wierna jako Jack Kang
- 2019: The Good Doctor[2] jako dr Jackson Han
- 2019: Hellboy jako major Ben Daimio[2]
- 2019: Chyba na pewno ty jako Brandon Choi